# Cung A Phòng
Cung A Phòng (Chữ Hán: 阿房宫) (hay còn gọi là cung A Bàng) là một tổ hợp cung điện lớn do Tần Thủy Hoàng cho xây dựng vào năm 213 TCN. Cung điện này nằm ở phía nam sông Vị, cách thành cổ Trường An, nay là thành phố Tây An, tỉnh Thiểm Tây, hơn 30 km về phía tây. Sau khi Tần Thủy Hoàng qua đời, công trình này tiếp tục được xây dựng nhưng không thể hoàn thành vì nhà Tần sụp đổ. Vào năm 1961, chính quyền Trung Quốc liệt kê cung A Phòng vào danh sách di sản văn hóa trọng điểm cần được bảo tồn.

## Tổng quan

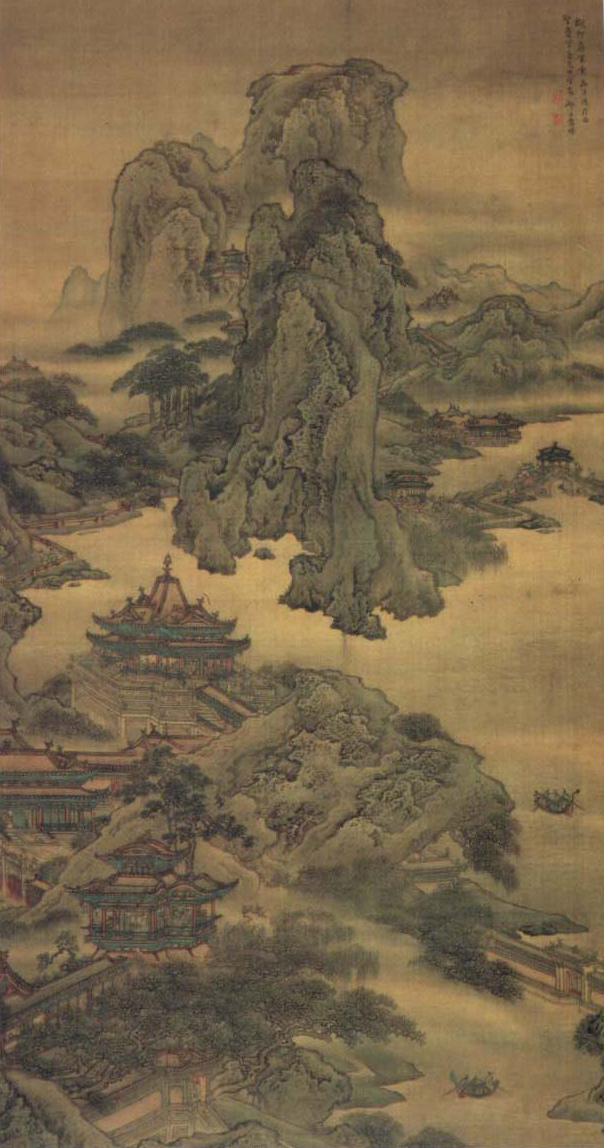
Bức họa cung A Phòng của họa sĩ Viên Diệu thời nhà Thanh.

### Xây dựng và bị phá hủy
Việc xây dựng cung A Phòng được bắt đầu từ năm 212 TCN. Mục đích xây dựng cung A Phòng là vì "chỉ cung điện chính chưa đủ, cần có cung điện mới" và "cần biểu trưng sức mạnh sau khi sáu nước được thống nhất". Theo Sử ký Tư Mã Thiên, ước tính số người được điều đi xây cung A Phòng và lăng mộ Tần Thủy Hoàng lên đến hơn 70 vạn người. Tư Mã Thiên cũng chép, riêng phần tiền sảnh của cung A Phòng rộng tới mức chiều từ Đông sang Tây dài 500 bộ (hơn 800m), chiều từ Nam sang Bắc dài 50 trượng (hơn 150m), có thể ngồi được hàng vạn người, phía trước có thể dựng được cột cờ 5 trượng (hơn 15m). Ngay từ khi xây dựng, cung A Phòng đã là một công trình gây tranh cãi, làm hao tiền, tốn của, kiệt quệ sức dân và mang tới cho vị hoàng đế không ít lửa hận thù từ muôn dân trăm họ.
Sau khi Tần Thủy Hoàng qua đời, đa số nhân công từ công trình này được điều đi hoàn thành lăng mộ Tần Thủy Hoàng. Năm 209 TCN, lăng mộ Tần Thủy Hoàng được xây xong và Tần Nhị Thế tiếp tục cho xây dựng cung A Phòng. Tháng 7 năm ấy, nông dân khởi nghĩa, xã hội ngày càng rối loạn. Năm 208 TCN, các đại thần trụ cột kiến nghị đình chỉ xây dựng cung A Phòng vì đang có những cuộc nổi dậy trong nước, chính quyền đánh thuế nặng, và dự án này quá tốn kém. Tần Nhị Thế nổi giận và tống họ vào ngục. Nhưng rồi ông tự sát chỉ một năm sau đó. Sách Hán thư (Ban Cố) xác nhận: Tần Nhị Thế "xây tiếp cung A Phòng, chưa xong thì nhà Tần diệt vong".
Vào tháng 11 năm 207 TCN, Hạng Vũ tiến vào kinh đô Hàm Dương của nhà Tần và đốt cháy cung điện. Nhưng sử sách không ghi chép rõ ràng về việc liệu cung A Phòng có nằm trong số những nơi bị đốt cháy hay không.
Vì một vài lý do chính trị, từ thời nhà Hán, cung A Phòng được cố tình phóng đại trong các tác phẩm văn học về thời đại Tần Thủy Hoàng. Nhà thơ Đỗ Mục thời nhà Đường đã viết rằng Hạng Vũ là người đã đốt cháy trong bài thơ "A Phòng cung phú" của mình. Quan điểm này đã gây ảnh hưởng lớn đến các thế hệ sau.

### Khám phá dấu tích cổ xưa
Vị trí cụ thể của cung A Phòng không được mô tả trong Sử ký Tư Mã Thiên. Có người thời nhà Hán cho rằng nó nằm ở phía tây nam thành Trường An (thuộc thành phố Tây An ngày nay), có người thời nhà Đường lại cho rằng nó nằm ở phía tây bắc thành Trường An. Vào năm 1923, một nhóm nghiên cứu thuộc Viện nghiên cứu lịch sử quốc gia Trung Quốc quyết định thực hiện công tác khảo cổ ở tỉnh Thiểm Tây. Trong cuộc nghiên cứu năm đó, họ thấy rằng có một bục đất lớn ở phía nam làng A Phòng, tức là cách thành Trường An hơn 30 km về phía tây. Người dân địa phương nghĩ nơi đó là vị trí của cung A Phòng, nhưng theo báo cáo của các nhà khảo cổ học thì nó nằm cách bục đất đó 1 km về phía tây. Đây là lần đầu tiên các nhà nghiên cứu thời hiện đại xác định vị trí cụ thể của nó, nhưng có nhiều người không đồng tình và nghĩ rằng bục đất kia mới là vị trí chính xác.
Sau khi Cộng hòa Nhân dân Trung Hoa được thành lập, từ năm 1951 đến năm 1956, một nhóm các nhà nghiên cứu thuộc Viện khảo cổ thuộc Học viện Khoa học Trung Quốc quyết định đến tỉnh Thiểm Tây tìm kiếm vị trí của cung A Phòng. Bản đồ của nhóm cho thấy họ đánh dấu địa điểm cung A Phòng nằm ở phía đông nam làng A Phòng. Về cơ bản, hai cuộc nghiên cứu này cho kết quả gần giống nhau. Vào năm 1956, khi Ủy ban nhân dân tỉnh Thiểm Tây tuyên bố cung A Phòng là một đơn vị di sản trọng điểm cần được bảo tồn, họ công bố hai vị trí khác nhau trên bản đồ. Thông tin về chúng biến mất vào năm 1961 khi chính quyền Trung Quốc đưa nó vào danh sách di sản văn hóa trọng điểm cần được bảo tồn. Hai địa điểm này được coi là vị trí của cung A Phòng.
Vào thập niên 50 và thập niên 80 của thế kỷ 20, các nhà khảo cổ học đã thực hiện thêm một vài nghiên cứu và phát hiện thêm một vài vị trí của cung A Phòng. Vào thập niên 70 của thế kỷ 20, địa điểm cung A Phòng lại nằm trong hạ tầng đất nông nghiệp. Hậu quả là nó bị phá hủy nghiêm trọng. Một phần đất đã bị san bằng bởi nông dân. Một số cột trụ và hiện vật bị phá hủy. Hoạt động này chỉ chấm dứt sau khi chính quyền địa phương phát hiện và những nhà khảo cổ được đưa đến để giải cứu hiện trường. Một số cột trụ bằng đá lớn được tìm thấy cùng với những phiến đá có những dòng chữ "北司", "左宫", "右宫" được khai quật. Các nhà khảo cổ xác định rằng những hiện vật này nằm ở phía bắc cung A Phòng.
Vào tháng 10 năm 2002, các nhà khảo cổ học thuộc Viện Khoa học xã hội Trung Quốc và Viện Di tích Văn hóa và Khảo cổ học Tây An thành lập đội khảo cổ học cung A Phòng để tiến hành thăm dò khảo cổ và khai quật một phần cung A Phòng. Trọng tâm của của cuộc khai quật này là tàn tích của khu vực tiền sảnh. Họ đào nhiều hố thám sát trên mặt bằng tới 200.000m², trong đó hố khai quật chính rộng tới 1.000m². Họ đào tới tận tầng sinh thổ, chỉ tìm thấy một khối lượng không nhiều những mảnh vỡ hiện vật gỗ, đồng thuộc thời Hán, không thấy tầng văn hóa thuộc đời Tần. Đội nghiên cứu kết luận cung A Phòng chưa được xây dựng trước khi nó bị bỏ hoang, và ngạc nhiên là, không tìm thấy dấu vết nào của một cuộc hỏa hoạn. Trong khi đó, khi các nhà khảo cổ khai quật cung Hàm Dương ở kinh đô nhà Tần xưa, họ thấy rõ dấu vết hiện vật, nền đất từng bị cháy vào hai nghìn năm trước. Kết quả của cuộc điều tra này đã đảo ngược hoàn toàn quan điểm trong "A Phòng cung phú". Tuy nhiên, một số người cho rằng tàn tích của tiền sảnh đã bị nông dân phá hủy. Từ năm 2002 đến 2007, các tổ chức có liên quan đã thực hiện nhiều cuộc nghiên cứu để làm rõ địa điểm của cung A Phòng.